# Cirkulation
För tidskriften, se VA-tidskriften Cirkulation
Cirkulation innebär att något rör sig i omlopp, att något förflyttar sig i ett kretslopp och till slut når tillbaka till startpunkten, där processen påbörjas igen.